# Mertensophryne mocquardi
Mertensophryne mocquardi es una especie de anfibios de la familia Bufonidae.
Es endémica de Kenia.
Su hábitat natural incluye montanos secos, praderas tropicales o subtropicales a gran altitud, ríos y marismas intermitentes de agua dulce.